# France aux Jeux olympiques d'hiver de 1932
Cet article contient des informations sur la participation et les résultats de la France aux Jeux olympiques d'hiver de 1932 aux États-Unis.
L'équipe de France olympique a remporté une médaille lors de ces Jeux olympiques d'hiver de 1932 à Lake-Placid. Elle se situe à la 7e place des nations au tableau des médailles.

## Bilan général
| Place | Sport               | Médaille d'or, Jeux olympiques | Médaille d'argent, Jeux olympiques | Médaille de bronze, Jeux olympiques | Total |
| ----- | ------------------- | ------------------------------ | ---------------------------------- | ----------------------------------- | ----- |
| 1     | Patinage artistique | 1                              | 0                                  | 0                                   | 1     |
| Total | Total               | 1                              | 0                                  | 0                                   | 1     |

## Liste des médaillés français

### Médailles d'or
| Sport               | Discipline | Sportifs                  | Performance |
| ------------------- | ---------- | ------------------------- | ----------- |
| Médailles d'or : 1  |            |                           |             |
| Patinage artistique | Couples    | Andrée Joly Pierre Brunet |             |

### Médailles d'argent
| Sport                  | Discipline | Sportifs | Performance |
| ---------------------- | ---------- | -------- | ----------- |
| Médailles d'argent : 0 |            |          |             |

### Médailles de bronze
| Sport                   | Discipline | Sportifs | Performance |
| ----------------------- | ---------- | -------- | ----------- |
| Médailles de bronze : 0 |            |          |             |

## Engagés français par sport

### Bobsleigh
| Bob   | Athlètes                                | Épreuve    | Manche 1      | Manche 1 | Manche 2      | Manche 2 | Manche 3      | Manche 3 | Manche 4      | Manche 4 | Total         | Total |
| Bob   | Athlètes                                | Épreuve    | Temps         | Rang     | Temps         | Rang     | Temps         | Rang     | Temps         | Rang     | Temps         | Rang  |
| ----- | --------------------------------------- | ---------- | ------------- | -------- | ------------- | -------- | ------------- | -------- | ------------- | -------- | ------------- | ----- |
| FRA-1 | Louis Balsan Daniel Armand-Delille (en) | Bob à deux | 2 min 20 s 10 | 11       | 2 min 19 s 37 | 11       | 2 min 13 s 56 | 10       | 2 min 09 s 56 | 8        | 9 min 02 s 59 | 11    |

### Ski de fond
La Fédération française de ski fait appel à deux entraîneurs norvégiens, Thor Tangvald et M. Mossige, pour sélectionnés et entraînés les skieurs français participants aux épreuves de ski de fond aux Jeux olympiques de 1932.
Hommes
| Épreuve | Athlète         | Résultat        | Résultat |
| Épreuve | Athlète         | Temps           | Rang     |
| ------- | --------------- | --------------- | -------- |
| 18 km   | Raymond Berthet | 1 h 43 min 38 s | 36       |
| 18 km   | Paul Mugnier    | 1 h 41 min 34 s | 30       |
| 18 km   | Albert Secrétan | 1 h 38 min 39 s | 24       |
| 18 km   | Léonce Crétin   | 1 h 36 min 42 s | 19       |

### Figure skating
Couples
| Athlètes                    | Points | Score | Rang |
| --------------------------- | ------ | ----- | ---- |
| Andrée Brunet Pierre Brunet | 12     | 76,7  | Or   |